# Невиномиск
Невиномиск (рус. Невинномысск) град је у Русији у Ставропољском крају. Према попису становништва из 2010. у граду је живело 118.351 становника.

## Становништво
Према прелиминарним подацима са пописа, у граду је 2010. живело 118.351 становника, 13.790 (10,44%) мање него 2002.
| 1939.  | 1959.  | 1970.  | 1979.   | 1989.   | 2002.   | 2010.   |
| ------ | ------ | ------ | ------- | ------- | ------- | ------- |
| 23.600 | 39.806 | 85.067 | 103.708 | 121.355 | 132.141 | 118.360 |